# 1924 în film
- 1923 în cinematografie — 1924 în cinematografie — 1925 în cinematografie

## Premiere românești

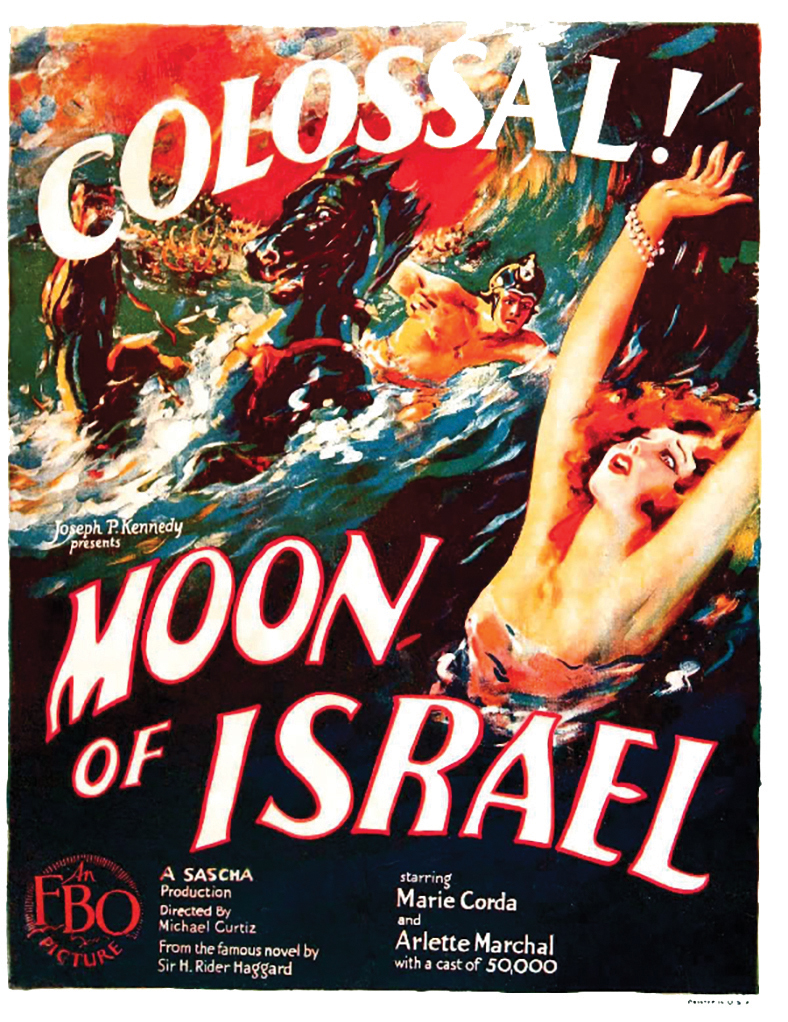
Afișul filmului The Moon of Israel (Die Sklavenkönigin)

- Păcat, Jean Mihail
- Manasse, Jean Mihail

## Premiere
- Die Sklavenkönigin (70 min; regia: Michael Curtiz, Sascha-Film)

## Filmele cu cele mai mari încasări

### SUA
| Poziție | Titlu               | Încasări |
| ------- | ------------------- | -------- |
| 1.      | The Sea Hawk        |          |
| 2.      | He Who Gets Slapped |          |
| 3.      | Girl Shy            |          |
| 4.      | A Society Scandal   |          |
| 5.      | Humming Bird        |          |
| 6.      | The Marriage Circle |          |
| 7.      | Beau Brummel        |          |
| 8.      | The Thief of Bagdad |          |
| 9.      | Greed               |          |
| 10.     | Secrets             |          |
| 11.     | Hot Water           |          |